# ليبرادو أندرادي
ليبرادو أندرادي (بالإسبانية: Librado Andrade)‏ مواليد 2 نوفمبر 1978 في ولاية غواناخواتو، المكسيك، هو ملاكم محترف مكسيكي يصنف ضمن فئة وزن خفيف الثقيل.

## إحصائيات
خاض خلال مسيرته 36 نزالا، فاز في 31 وخسر في 5. فاز بالضربة القاضية في 24 نزالا.

## روابط خارجية
- ليبرادو أندرادي على موقع بوكس ريك (الإنجليزية) (registration required)